# Plasmavergassing
Plasmavergassing is een proces om afvalstoffen om te zetten naar synthesegas met behulp van een plasmatoorts. Het bestaat sinds 2000.

## Afvalstoffen
Plasmavergassing is bruikbaar voor veel afvalstoffen: huishoudelijk afval, bedrijfsafval, medisch afval, gevaarlijk afval, autobanden, residu van mechanisch biologische scheiding, residu van landfill mining, gifgas... Vanwege de hoge temperatuur zet de techniek alles om in elementaire bestanddelen. Voor goede werking is het wel nodig, dat het afval vooraf verkleind is en dat het zoveel mogelijk vooraf ontdaan is van inerte materialen zoals metalen.

## Plasmatoorts
De plasmatoorts bestaat uit twee elektroden, waartussen een elektrische stroom vloeit door een elektrische boog. Tussen de elektroden stroomt een gas onder druk, dikwijls stoom. Door de elektrische ontlading ioniseert het gas en gaat het over in de plasmatoestand. De temperatuur van het plasma bedraagt 2000 tot 14000°C en is zo hoog, dat het moleculen ontbindt in de atomen waaruit ze bestaan. De plasmatoorts gebruikt elektriciteit en inert gas en hij verslijt ook, net als een laselektrode.

## Uitvoeringen
Soms is de plasmatoorts met water gekoeld. De plasmatoorts bestaat uit een legering van metalen zoals koper, wolfraam, hafnium of zirkonium. De materialen die het langst meegaan, zijn ook het duurst. De reactor bestaat soms uit metaal met een bekleding en soms uit vuurvaste steen. Soms werkt de plasmatoorts rechtstreeks op het afval, maar soms gebeurt de vergassing in een wervelbed en dient de toorts enkel om de gassen van de vergassing te ontleden in hun elementaire bestanddelen. De reactor werkt in onderdruk om het synthesegas af te zuigen.

## Verglaasd residu
Er ontstaat dan een gas en een verglaasd, vast residu. Omdat het vast residu verglaasd is, is het niet uitloogbaar., wat als voordeel geldt ten opzichte van poedervormige residu's zoals ketelassen en vliegassen.

## Synthesegas
Het gas is hoofdzakelijk synthesegas, maar het bevat ook verbindingen van chloor, zwavel enz. die voortkomen van het oorspronkelijk afval. Er is daarom een zuivering van het synthesegas nodig, die lijkt op de klassieke rookgaszuivering en dezelfde functie vervult.

## Toepassingen voor synthesegas
Het synthesegas kan dienen om in een gasmotor of in een gasturbine elektriciteit op te wekken. Het elektrisch rendement ligt volgens de Wet van Carnot hoger dan bij een stoomcyclus, omdat de temperatuur bij verbranding (1100°C) hoger ligt dan de haalbare temperatuur (400 - 500°C) van stoom. Het is ook mogelijk om het synthesegas om te zetten naar waterstof en/of naar methaan, wat in het aardgasnet kan geïnjecteerd worden. Het is ook mogelijk om met het synthesegas Fischer-Tropschbrandstoffen te maken, die bruikbaar zijn als benzine of als diesel. Het is zelfs mogelijk om er kunststoffen mee te maken, waarbij het dan aardolie vervangt als uitgangsproduct.

## Installaties
- Hitachi Metals heeft in 2002 in Japan met technologie van Westinghouse Plasma installaties van 150 ton/dag gebouwd in Yoshii en in Utashinai en een installatie van 25 ton/dag in Mihama-Mikata.[1]
- In Pune in India heeft SMS Infrastructures Limited (SMSIL) met technologie van Westinghouse Plasma een installatie van 68 ton/dag gebouwd voor gevaarlijk afval.[1]
- In 2013 heeft Wuhan Kaidi met technologie van Westinghouse plasma een installatie van 100 ton/dag gas gebouwd in Wuhan in de Volksrepubliek China.[1]
- In Teesside in het Verenigd Koninkrijk heeft Air Products met technologie van Westinghouse Plasma twee installaties gebouwd van 1000 ton/dag,[1][2], maar in 2016 is het project gestopt vanwege technische moeilijkheden.[3]
- De Canadese Plasco Energy Group heeft in 2008 een installatie van 85 ton/dag gebouwd voor landfill mining op de stortplaats Trail Road bij Ottawa.[4]
- Plasco Energy Group heeft in 2010 plannen bekendgemaakt om met Beijing Environmental Sanitation Engineering Group Co. een installatie van 200 ton/dag te bouwen in Beijing als voorloper voor een mogelijke latere installatie van 1000 ton/dag.
- De Franse firma Europlasma heeft met haar filiaal CHO-Power te Morcenx in Frankrijk een installatie van 51.500 ton/jaar gebouwd[5], die eind 2016 vol vermogen moet halen.[6]
- De Britse firma Advanced Plasma Power bedrijft te Swindon een pilootinstallatie.[7]

## Vliegdekschip
De United States Navy gebruikt een plasmavergasser (PAWDS) van de Canadese firma PyroGenesis Canada om het afval te verwerken op het nieuwste vliegdekschip USS Gerald R. Ford (CVN-78). Er bestaan ook plannen om commerciële cruiseschepen van zo een systeem te voorzien.